# Coppa panamericana maschile under 19 di pallavolo 2017
La Coppa panamericana maschile under 19 di pallavolo 2017 si è svolta dal 20 al 25 marzo 2017 a Monterrey, in Messico: al torneo hanno partecipato nove squadre nazionali under 19 tra nordamericane e sudamericane e la vittoria finale è andata per la prima volta al Messico.

## Impianti
|                                                                     |  |  |
|                                                                     |  |  |
| Gimnasio Nuevo León Città: Monterrey Capienza: - Anno d'apertura: - |  |  |

## Regolamento

### Formula
Le squadre hanno disputato una prima fase a gironi con formula del girone all'italiana; al termine della prima fase:
- Le migliori prime due classificate alla fase a gironi hanno acceduto alla fase finale per il primo posto, strutturata in quarti di finale, a cui hanno partecipato solo la peggiore prima classificata e le seconde, semifinali, finale per il terzo posto e finale.
- Le formazioni sconfitte ai quarti di finale hanno acceduto alla finale per il quinto posto.
- Le peggiori terze classificate hanno acceduto alla finale per il nono posto.
- La formazione vincitrice alla finale per il nono posto e la migliore terza classificata alla fase a gironi hanno acceduto alla finale per il settimo posto.

### Criteri di classifica
Se il risultato finale è stato di 3-0 sono stati assegnati 5 punti alla squadra vincente e 0 a quella sconfitta, se il risultato finale è stato di 3-1 sono stati assegnati 4 punti alla squadra vincente e 1 a quella sconfitta, se il risultato finale è stato di 3-2 sono stati assegnati 3 punti alla squadra vincente e 2 a quella sconfitta.
L'ordine del posizionamento in classifica è stato definito in base a:
- Numero di partite vinte;
- Punti;
- Ratio dei set vinti/persi;
- Ratio dei punti realizzati/subiti;
- Risultati degli scontri diretti.

## Squadre partecipanti
| Squadra         | Qualificazione      | Ultima partecipazione |
| --------------- | ------------------- | --------------------- |
| Cile            | -                   | Debutto               |
| Colombia        | -                   | Debutto               |
| Costa Rica      | -                   | Messico 2011          |
| Giamaica        | -                   | Debutto               |
| Messico         | Paese organizzatore | Messico 2011          |
| Nicaragua       | -                   | Debutto               |
| Perù            | -                   | Debutto               |
| Porto Rico      | -                   | Messico 2011          |
| Rep. Dominicana | -                   | Debutto               |

## Torneo

### Fase a gironi
| Girone A        | Girone B   | Girone C   |
| --------------- | ---------- | ---------- |
| Cile            | Colombia   | Costa Rica |
| Perù            | Giamaica   | Messico    |
| Rep. Dominicana | Porto Rico | Nicaragua  |

#### Girone A

##### Risultati
| 20 marzo 2017 Gimnasio Nuevo León, Monterrey Durata: 1h:13 - Spettatori: 500 | Cile            | 3 - 0 | Perù            | 25-14, 25-13, 25-18               |
| 21 marzo 2017 Gimnasio Nuevo León, Monterrey Durata: 1h:55 - Spettatori: 100 | Rep. Dominicana | 2 - 3 | Cile            | 21-25, 28-26, 14-25, 25-22, 10-15 |
| 22 marzo 2017 Gimnasio Nuevo León, Monterrey Durata: 1h:20 - Spettatori: 200 | Perù            | 0 - 3 | Rep. Dominicana | 21-25, 21-25, 17-25               |

##### Classifica
| Pos | Squadra         | Pt | G | V | P | SV | SP | Ratio | PF  | PS  | Ratio |
| --- | --------------- | -- | - | - | - | -- | -- | ----- | --- | --- | ----- |
| 1   | Cile            | 8  | 2 | 2 | 0 | 6  | 2  | 3.000 | 188 | 143 | 1.315 |
| 2   | Rep. Dominicana | 7  | 2 | 1 | 1 | 5  | 3  | 1.667 | 173 | 172 | 1.006 |
| 3   | Perù            | 0  | 2 | 0 | 2 | 0  | 6  | 0.000 | 104 | 150 | 0.693 |

#### Girone B

##### Risultati
| 20 marzo 2017 Gimnasio Nuevo León, Monterrey Durata: 1h:10 - Spettatori: 250 | Giamaica   | 0 - 3 | Porto Rico | 19-25, 15-25, 15-25              |
| 21 marzo 2017 Gimnasio Nuevo León, Monterrey Durata: 1h:03 - Spettatori: 150 | Colombia   | 3 - 0 | Giamaica   | 25-10, 25-20, 25-12              |
| 22 marzo 2017 Gimnasio Nuevo León, Monterrey Durata: 1h:55 - Spettatori: 300 | Porto Rico | 3 - 2 | Colombia   | 13-25, 25-20, 21-25, 25-20, 15-9 |

##### Classifica
| Pos | Squadra    | Pt | G | V | P | SV | SP | Ratio | PF  | PS  | Ratio |
| --- | ---------- | -- | - | - | - | -- | -- | ----- | --- | --- | ----- |
| 1   | Porto Rico | 8  | 2 | 2 | 0 | 6  | 2  | 3.000 | 174 | 148 | 1.176 |
| 2   | Colombia   | 7  | 2 | 1 | 1 | 5  | 3  | 1.667 | 174 | 141 | 1.234 |
| 3   | Giamaica   | 0  | 2 | 0 | 2 | 0  | 6  | 0.000 | 91  | 150 | 0.607 |

#### Girone C

##### Risultati
| 20 marzo 2017 Gimnasio Nuevo León, Monterrey Durata: 1h:08 - Spettatori: 600 | Messico   | 3 - 0 | Costa Rica | 25-20, 25-14, 25-16               |
| 21 marzo 2017 Gimnasio Nuevo León, Monterrey Durata: 2h:02 - Spettatori: 450 | Nicaragua | 2 - 3 | Costa Rica | 25-22, 26-28, 25-18, 17-25, 10-15 |
| 22 marzo 2017 Gimnasio Nuevo León, Monterrey Durata: 1h:10 - Spettatori: 700 | Messico   | 3 - 0 | Nicaragua  | 25-18, 25-20, 25-14               |

##### Classifica
| Pos | Squadra    | Pt | G | V | P | SV | SP | Ratio | PF  | PS  | Ratio |
| --- | ---------- | -- | - | - | - | -- | -- | ----- | --- | --- | ----- |
| 1   | Messico    | 10 | 2 | 2 | 0 | 6  | 0  | MAX   | 150 | 102 | 1.471 |
| 2   | Costa Rica | 3  | 2 | 1 | 1 | 3  | 5  | 0.600 | 158 | 178 | 0.888 |
| 3   | Nicaragua  | 2  | 2 | 0 | 2 | 2  | 6  | 0.333 | 155 | 183 | 0.847 |

### Fase finale
|  | Quarti          | Quarti     |         |      | Semifinali         | Semifinali         |  |  | Finale 1º/2º posto | Finale 1º/2º posto |
|  |                 |            |         |      |                    |                    |  |  |                    |                    |
|  |                 |            |         |      |                    |                    |  |  |                    |                    |
|  |                 |            |         |      |                    |                    |  |  |                    |                    |
|  | -               | -          |         |      |                    |                    |  |  |                    |                    |
|  | -               | -          |         |      |                    |                    |  |  |                    |                    |
|  | -               | -          |         |      |                    |                    |  |  |                    |                    |
|  | -               | -          | Messico | 3    |                    |                    |  |  |                    |                    |
|  |                 |            | Messico | 3    |                    |                    |  |  |                    |                    |
|  |                 | Colombia   | 1       |      |                    |                    |  |  |                    |                    |
|  | Colombia        | Colombia   | 1       | 3    |                    |                    |  |  |                    |                    |
|  | Colombia        |            |         | 3    |                    |                    |  |  |                    |                    |
|  | Rep. Dominicana | 2          |         |      |                    |                    |  |  |                    |                    |
|  | Rep. Dominicana | 2          | Messico | 3    |                    |                    |  |  |                    |                    |
|  |                 |            | Messico | 3    |                    |                    |  |  |                    |                    |
|  |                 | Cile       | 0       |      |                    |                    |  |  |                    |                    |
|  | -               | Cile       | 0       | -    |                    |                    |  |  |                    |                    |
|  | -               |            |         | -    |                    |                    |  |  |                    |                    |
|  | -               | -          |         |      |                    |                    |  |  |                    |                    |
|  | -               | -          | Cile    | 3    | Finale 3º/4º posto | Finale 3º/4º posto |  |  |                    |                    |
|  |                 |            | Cile    | 3    | Finale 3º/4º posto | Finale 3º/4º posto |  |  |                    |                    |
|  |                 | Porto Rico | 0       |      |                    |                    |  |  |                    |                    |
|  | Porto Rico      | Porto Rico | 0       | 3    | Colombia           | 1                  |  |  |                    |                    |
|  | Porto Rico      |            |         | 3    | Colombia           | 1                  |  |  |                    |                    |
|  | Costa Rica      | 0          |         | Cile | 3                  |                    |  |  |                    |                    |
|  | Costa Rica      | 0          |         |      | 3                  |                    |  |  |                    |                    |
|  |                 |            |         |      |                    |                    |  |  |                    |                    |
|  |                 |            |         |      |                    |                    |  |  |                    |                    |

#### Finale 9º posto
| 23 marzo 2017 Gimnasio Nuevo León, Monterrey Durata: 1h:08 - Spettatori: 100 | Perù | 0 - 3 | Giamaica | 17-25, 13-25, 20-25 |

#### Quarti di finale
| 23 marzo 2017 Gimnasio Nuevo León, Monterrey Durata: 2h:24 - Spettatori: 0   | Colombia   | 3 - 2 | Rep. Dominicana | 25-21, 25-22, 23-25, 20-25, 15-12 |
| 23 marzo 2017 Gimnasio Nuevo León, Monterrey Durata: 1h:23 - Spettatori: 800 | Porto Rico | 3 - 0 | Costa Rica      | 25-14, 27-25, 25-20               |

#### Finale 7º posto
| 24 marzo 2017 Gimnasio Nuevo León, Monterrey Durata: 1h:48 - Spettatori: 100 | Nicaragua | 3 - 2 | Giamaica | 18-25, 25-20, 16-25, 25-21, 16-14 |

#### Semifinali
| 24 marzo 2017 Gimnasio Nuevo León, Monterrey Durata: 1h:15 - Spettatori: 350 | Cile    | 3 - 0 | Porto Rico | 25-17, 25-21, 25-21        |
| 24 marzo 2017 Gimnasio Nuevo León, Monterrey Durata: 1h:45 - Spettatori: 800 | Messico | 3 - 1 | Colombia   | 25-20, 25-22, 29-31, 25-19 |

#### Finale 5º posto
| 25 marzo 2017 Gimnasio Nuevo León, Monterrey Durata: 1h:16 - Spettatori: 150 | Rep. Dominicana | 3 - 0 | Costa Rica | 25-21, 25-22, 25-18 |

#### Finale 3º posto
| 25 marzo 2017 Gimnasio Nuevo León, Monterrey Durata: 1h:48 - Spettatori: 400 | Porto Rico | 3 - 1 | Colombia | 16-25, 25-18, 25-23, 27-25 |

#### Finale
| 25 marzo 2017 Gimnasio Nuevo León, Monterrey Durata: 1h:08 - Spettatori: 1 000 | Cile | 0 - 3 | Messico | 20-25, 9-25, 20-25 |

## Classifica finale
| Pos     | Squadra         | Rosa |
| ------- | --------------- | --- |
| Oro     | Messico         | Formazione: 1 Flores, 2 Stephens, 4 Sarabia, 5 Cabrera, 6 Hernández, 7 Di. González, 8 Ramírez, 9 Téllez, 11 Gardea, 12 Estrada, 13 Carrera, 16 Da. González, CT: Alarcón       |
| Argento | Cile            | Formazione: 2 Ibarra, 3 Mülchi, 5 León, 7 Julio, 8 Doña, 9 Rusch, 10 Mardones, 11 Zambrano, 12 Urzúa, 13 Lavín, 16 Zenteño, 19 Vergara, CT: Villarreal                          |
| Bronzo  | Porto Rico      | Formazione: 1 García, 2 Molina, 3 C. Hernández, 4 Alvarado, 5 Negrón, 6 W. Hernández, 7 C. Mercado, 8 Elías, 9 Pantoja, 10 Rosich, 11 Marín, 12 C.A. Mercado, CT: Albarrán      |
| 4       | Colombia        | Formazione: 1 C. Murillo, 4 Ó. Murillo, 5 Sánchez, 6 Llanos, 7 Colorado, 9 C. Torres, 10 Valderrama, 11 Rivas, 14 J. Torres, 15 Rincón, 17 Caicedo, 19 Mesa, CT: Osorio         |
| 5       | Rep. Dominicana | Formazione: 1 González, 2 Collado, 4 Valdez, 5 Segura, 7 Cruz, 8 J. Rodríguez, 12 Peralta, 13 Méndez, 14 Pérez, 15 Gervacio, 18 Reynoso, CT: L. Rodríguez                       |
| 6       | Costa Rica      | Formazione: 2 S. Gómez, 3 Caravaca, 5 Dyner, 6 McDonald, 7 Salas, 8 Jiménez, 9 Monge, 10 P. Gómez, 11 Arrieta, 12 Murillo, 13 Ortiz, 14 González, CT: Acuña                     |
| 7       | Nicaragua       | Formazione: 1 Cano, 3 Nuñez, 4 Cuadra, 5 Sacasa, 6 Rostran, 7 Reyes, 8 Cerda, 9 B. Hernández, 10 Sandoval, 11 Baquedano, 13 Zeledón, 21 Sandoval, CT: O. Hernández              |
| 8       | Giamaica        | Formazione: 1 J. James, 2 Smith, 3 Thompson, 4 Bennett, 5 S. James, 6 Clarke, 7 J. Thomas, 8 Matthews, 9 Daley, 10 S. Thomas, 11 Jones, 12 Manning, CT: Davis                   |
| 9       | Perù            | Formazione: 1 Lira, 2 Linder, 3 Barbieri, 4 Aguilar, 5 Seminario, 6 J.P. Jiménez, 8 Gutiérrez, 9 Aguirre, 10 Bocanegra, 11 Valladares, 13 Nakamatsu, 14 Ribeiro, CT: E. Jiménez |

|  |  |  | Qualificate al Campionato mondiale 2017 |

## Premi individuali
| Premio                | Nome             | Squadra         |
| --------------------- | ---------------- | --------------- |
| MVP                   | Raymond Stephens | Messico         |
| Miglior realizzatore  | Gabriel García   | Porto Rico      |
| Miglior servizio      | Raymond Stephens | Messico         |
| Miglior difesa        | Lucas Lavín      | Cile            |
| Miglior ricevitore    | Raymond Stephens | Messico         |
| Miglior palleggiatore | Jonathan Cabrera | Messico         |
| Miglior opposto       | Gabriel García   | Porto Rico      |
| Miglior schiacciatore | Shavar James     | Giamaica        |
| Miglior schiacciatore | Bayron Valdez    | Rep. Dominicana |
| Miglior centrale      | Axel Téllez      | Messico         |
| Miglior centrale      | Alex Rusch       | Cile            |
| Miglior libero        | Lucas Lavín      | Cile            |